# Привольное (Оренбургская область)
Привольное — село в Илекском районе Оренбургской области на правобережье реки Илек, административный центр Привольного сельсовета.

## История
Назван по привольным, широким степям Оренбуржья. В списках 1949 г. — посёлок Привольный (центральная усадьба совхоза им. Сталина).

## Население
| 2010 |
| ---- |
| 1179 |